# Peucaea
 Peucaea  (лат.) — род воробьиных птиц из семейства Passerellidae. Ранее представители рода были включены в род Aimophila, но на основании молекулярно-филогенетических исследований 2009 года были переведены в род Peucaea
В состав рода включают 8 видов:
- Peucaea carpalis — Рыжекрылая аимофила
- Peucaea sumichrasti — Рыжехвостая аимофила
- Peucaea ruficauda — Краснохвостая аимофила
- Peucaea humeralis — Черногрудая аимофила
- Peucaea mystacalis — Усатая аимофила
- Peucaea botterii — Пустынная аимофила
- Peucaea cassinii — Тростниковая аимофила
- Peucaea aestivalis — Сосновая аимофила